# Nosequien y los Nosecuantos
Nosequién y los Nosecuántos —abreviado como NSQ y los NSC— fue una banda peruana de rock alternativo formada en Lima a fines de la década de 1980 que alcanzó notoriedad durante la primera mitad de la década de 1990. Su vocalista principal fue Raúl Romero, posteriormente conocido como conductor de televisión.

## Historia

### Formación y primeros años (1988-1990)
La banda se originó en el distrito limeño de Barranco en el año 1988, integrada inicialmente por Germán Vargas (batería) y Fernando Ríos (bajo), quienes compartían influencias del new wave y del pop rock hispanoamericano. Posteriormente se unieron Raúl Romero (voz) y Alfredo Sillau (guitarra), amigos de universidad y trabajo, respectivamente. Ricardo Mevius se sumó brevemente como guitarrista. La banda adoptó un estilo humorístico y satírico, tanto en sus letras como en sus presentaciones.
El nombre de la banda fue propuesto por Germán Vargas y acompañado de un logotipo ideado junto a su hermana, quien asumió funciones de representación de manera informal. Su debut se produjo ese mismo año en la Pontificia Universidad Católica del Perú.
El año 1990 incorporaron a Jorge «Coco» Salazar en los teclados, completando la formación que grabaría su primer álbum.

### No somos nada (1990)
Su primer álbum, No somos nada, fue grabado en los estudios de Miki González. Incluyó temas como «Vanidad», compuesto a solicitud de su sello para la radio, y «Magdalena», que se convirtió en su mayor éxito. Este último destacó por su uso de eufemismos y doble sentido.
Algunas canciones, como «Aló Gisela», «La Pacha» y «El Verano», enfrentaron acusaciones de plagio, motivo por el cual se atribuyeron coautorías a otros compositores. Temas como «Las Torres», aunque no incluidos en este álbum, comenzaron a consolidarse en sus presentaciones en vivo.

### Con el respeto que se merecen (1991)
El segundo álbum, Con el respeto que se merecen, incorporó un tono más político, reflejando la coyuntura del Perú tras el cambio de gobierno en 1990. Germán Vargas dejó la banda antes de la grabación por discrepancias internas. Nuevos integrantes incluyeron a Pedro Silva (batería) y Pablo Boner (teclados).
El álbum incluyó temas como «Las Torres», sátira sobre el terrorismo y la corrupción política, y «Los Patos y las Patas», sobre las diferencias sociales en las playas limeñas. Otras canciones destacaron por su humor ácido, como «El rap del chicle choncholí» y «Monstruo de Armendáriz». En 1994, tras un conflicto por plagio con la agrupación Menudo, NSQ obtuvo el reconocimiento de su autoría sobre «Los Patos y las Patas».

### Etapa de consolidación (1992-1995)
En 1992 lanzaron el recopilatorio Lo mejor (todo) de..., seguido por 11 porotazos súper bailables (1993), que evidenció mejoras en la producción e incluyó éxitos como «Mamá, mamá, mamá, no te robes mi Yamaha», «Yo fui lorna» y «Vargas Llosa». Continuaron las referencias políticas y sociales, así como sátiras hacia personajes públicos.
En 1994 publicaron otro recopilatorio, Etiqueta negra. En 1995 lanzaron Walter, álbum que marcó un giro hacia temáticas más sociales y medioambientales, con canciones como «Ballena azul» y «Sube nomás». Tras esta producción, Alfredo Sillau abandonó definitivamente la banda, que entró en un período de inactividad.

### Retorno y últimos años (2000-2011)
En 2000 la banda reapareció con Amorfo, destacando los sencillos «Sin calzoncito» y «Sinfonía de amor». En 2001 publicaron Nadie nos quitará lo bailado, recopilatorio orientado a la internacionalización, que tuvo difusión en Colombia, Ecuador y Venezuela mediante Sony Music.
En 2004 lanzaron Pisco Sour, con el sencillo «Yo de ti», logrando cierto impacto en mercados latinoamericanos. Durante estos años realizaron presentaciones en el Perú, Estados Unidos y Europa, regrabando algunos de sus temas para audiencias internacionales.
En 2006 Pedro Silva dejó la banda, siendo reemplazado por Laureano Rigol. Aunque compusieron nuevas canciones, no se publicaron nuevos álbumes. En 2010, por su vigésimo aniversario, se remasterizó su discografía bajo el título XX larga duración, incluyendo material inédito.

### Separación
En 2011 la banda cesó sus actividades. En 2013 Raúl Romero confirmó su salida y, en 2014, declaró públicamente la disolución del grupo.

### Nosecuántos (2023)
En 2023 se anunció una nueva formación bajo el nombre Nosecuántos.

## Miembros
- Raúl Romero (Vocalista)
- Héctor Llosa (Guitarra)
- Fernando Ríos (Bajo)
- Pablo Boner (Teclados)
- Laureano Rigol (Batería)

### Antiguos miembros
- Pedro Silva (Batería)

- Germán Vargas - Batería (1989-1990)
- Jorge Salazar - Teclados y Flauta Traversa (1989-1990)
- Alfredo Sillau - Guitarra y Segunda Voz (1989-1995)
- Ricardo Mevius - Guitarra (1989)
- Gonzalo Torres - Bajo (1991)

## Discografía
Álbumes de estudio
- No somos nada (1989)
- Con el respeto que se merecen (1991)
- 11 porotazos super bailables (1993)
- Walter (1995)
- Amorfo (2000)
- Pisco sour (2004)

Álbumes recopilatorios
- Lo mejor (todo) de... Nosequien y los Nosecuantos (1992)
- Etiqueta negra (1994)
- Nadie nos quitará lo bailado (2001)
- XX larga duración (2011)

## Nominaciones
| Año  | Premiación                    | Categoría              | Nominación a      | Resultado | Ref.          |
| ---- | ----------------------------- | ---------------------- | ----------------- | --------- | ------------- |
| 2006 | Premios Orgullosamente Latino | Video latino del año   | «Mi forma de ser» | Nominado  | [ 18 ] [ 19 ] |
| 2006 | Premios Orgullosamente Latino | Canción latina del año | «Mis heridas»     | Nominado  | [ 18 ] [ 19 ] |
| 2006 | Premios Orgullosamente Latino | Disco latino del año   | Pisco sour        | Nominado  | [ 18 ] [ 19 ] |